# Municipio de Brady (condado de Clearfield)
El municipio de Brady (en inglés: Brady Township) es un municipio ubicado en el condado de Clearfield en el estado estadounidense de Pensilvania. En el año 2000 tenía una población de 2.010 habitantes y una densidad poblacional de 20.7 personas por km².

## Geografía
El municipio de Brady se encuentra ubicado en las coordenadas 40°59′59″N 78°45′59″O / 40.99972, -78.76639.

## Demografía
Según la Oficina del Censo en 2000 los ingresos medios por hogar en la localidad eran de $34,015 y los ingresos medios por familia eran de $38,405. Los hombres tenían unos ingresos medios de $29,167 frente a los $19,635 para las mujeres. La renta per cápita de la localidad era de $15,298. Alrededor del 14,1% de la población estaba por debajo del umbral de pobreza.